# Andipatti Jakkampatti
Andipatti Jakkampatti là một thị xã panchayat của quận Theni thuộc bang Tamil Nadu, Ấn Độ.

## Nhân khẩu
Theo điều tra dân số năm 2001 của Ấn Độ, Andipatti Jakkampatti có dân số 22.992 người. Phái nam chiếm 51% tổng số dân và phái nữ chiếm 49%. Andipatti Jakkampatti có tỷ lệ 74% biết đọc biết viết, cao hơn tỷ lệ trung bình toàn quốc là 59,5%: tỷ lệ cho phái nam là 82%, và tỷ lệ cho phái nữ là 66%. Tại Andipatti Jakkampatti, 11% dân số nhỏ hơn 6 tuổi.